# Джордж Озава
Джордж Озава, также Юкикадза Сакурадзаве (яп. 桜沢如; 18 октября 1893, Сингу, Япония — 23 апреля 1966, Токио) 一 японский философ и целитель, основатель и популяризатор псевдонаучного учения — современной макробиотики дзен. Написал более 100 книг по макробиотике, восточной философии и медицине; побывал во многих странах с лекциями и семинарами; основал «Школу для невежд», где обучал единому порядку и восточной философии.

## Биография
Озава родился в бедной семье самураев в городе Сингу, префектура Вакаяма. У него не было денег на высшее образование. В 1913 году он присоединился к «обществу лечения пищей» в Токио и обучался у прямого ученика покойного Сагена Итидзуки. Озава утверждает, что благодаря макробиотической диете он излечился от туберкулеза.
Позже Озава путешествовал по европе и начал распространять свою философию во Франции. Именно здесь Юкикадза Сакурадзаве взял псевдоним Джордж Озава. В последующем Озава вернулся в Японию и создал свою первую философскую и медицинскую школу.
В 1931 году он опубликовал Уникальный принцип, объясняющий порядок инь и ян Вселенной. В 1961 году он написал Макробиотику дзен и Кулинарию дзен, в которых в полной мере описал принципы макробиотики.
Озаве также предписывают предсказание убийства Джона Кеннеди. В одной из своих работ он указал, что глаза санпаку свидетельствуют о надвигающейся смерти. Именно такие глаза были у Кеннеди незадолго до убийства.
Озава умер от сердечного приступа в возрасте 72 лет.

## Макробиотика
Макробиотика — ненаучное учение о питании, вобравшее в себя идеи дзен-буддизма. Макробиотика предлагает питаться натуральными и цельными продуктами с учетом баланса Инь и Ян в пище. Последователи макробиотики придерживаются преимущественно цельнозерновой диеты, особенно ценят бурый рис, также употребляют морскую соль, водоросли, кунжутное масло, зеленый чай. Макробиотика не рекомендует питаться рафинированными продуктами, такими как белый рис и сахар, а также ненатуральными продуктами, такими как соевый соус промышленного изготовления, чай с ароматизаторами, консервы.